# Los Ybañez
Los Ybanez es una ciudad ubicada en el condado de Dawson en el estado estadounidense de Texas. En el Censo de 2010 tenía una población de 19 habitantes y una densidad poblacional de 87,33 personas por km².

## Geografía
Los Ybanez se encuentra ubicada en las coordenadas 32°43′9″N 101°55′3″O / 32.71917, -101.91750. Según la Oficina del Censo de los Estados Unidos, Los Ybanez tiene una superficie total de 0.22 km², de la cual 0.21 km² corresponden a tierra firme y (1.19%) 0 km² es agua.

## Demografía
Según el censo de 2010, había 19 personas residiendo en Los Ybanez. La densidad de población era de 87,33 hab./km². De los 19 habitantes, Los Ybanez estaba compuesto por el 36.84% blancos, el 0% eran afroamericanos, el 10.53% eran amerindios, el 0% eran asiáticos, el 0% eran isleños del Pacífico, el 52.63% eran de otras razas y el 0% pertenecían a dos o más razas. Del total de la población el 73.68% eran hispanos o latinos de cualquier raza.